# Hector Carlier

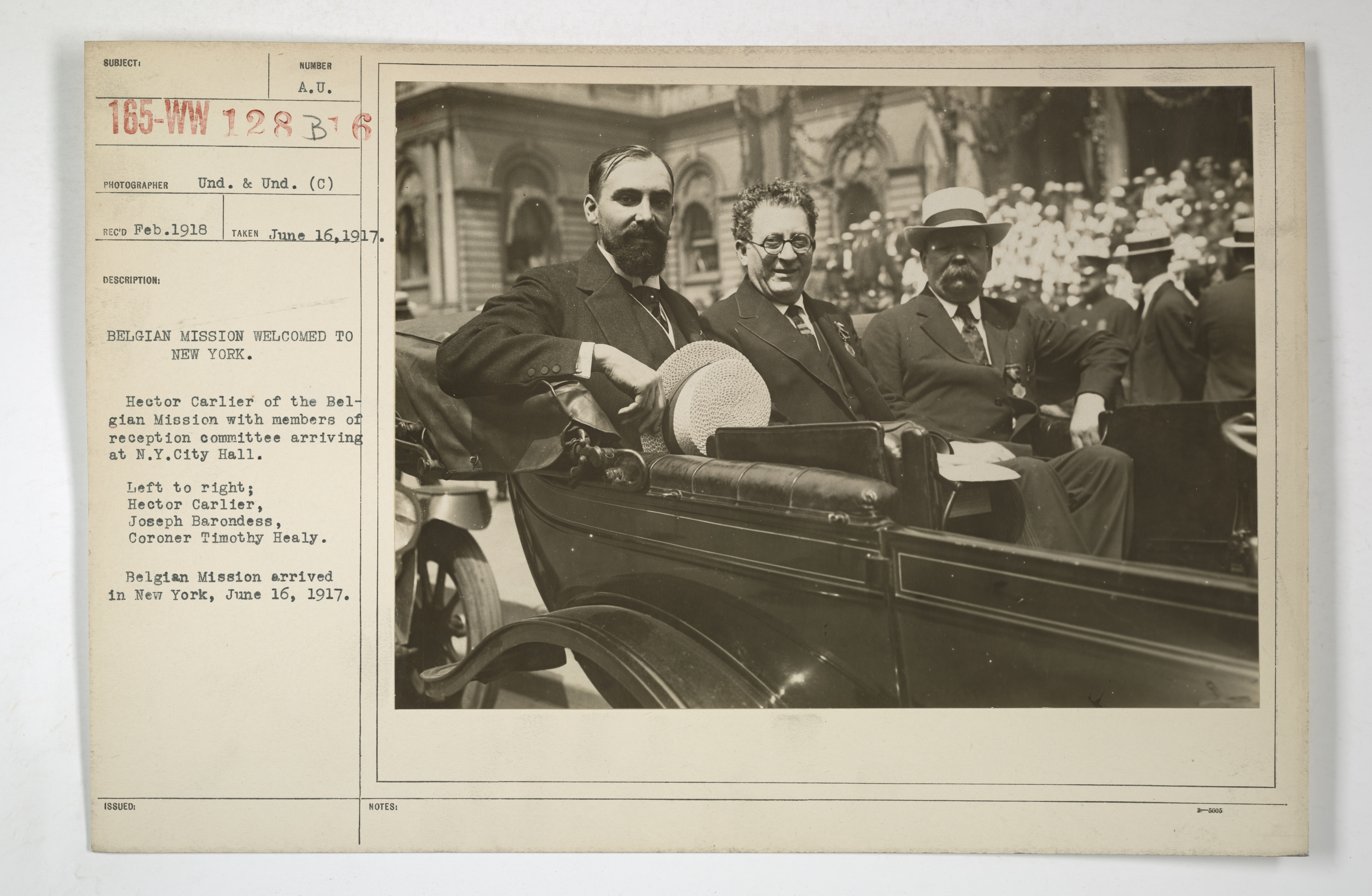
Hector Carlier (links) in New York, juni 1917

Hector Carlier (11 juni 1884 – Kalmthout, 1 januari 1946) was een Belgisch bankier en industrieel.

## Biografie
Hector Carlier was de zoon van bankier Jean-Baptiste Ferdinand Carlier en Marie De Roy. Hij richtte samen met zijn broer Fernand de Compagnie d'Anvers op. In verband met de bankenwetgeving is deze later opgesplitst in Banque d'Anvers en Compagnie d'Anvers. Jean-Baptiste, zijn vader, was gedurende 30 jaar beheerder van de Nationale Bank in Antwerpen.
In 1920 richtte hij samen met zijn broer Fernand en de toenmalige minister van Economische Zaken en latere premier Aloys Van de Vyvere de oliemaatschappij Petrofina op. Ze haalden hun olie in Roemenië, nadat ze eerst de Duitse rechthebbenden op die olie hadden vergoed.
Aan het succes kwam met de Tweede Wereldoorlog een abrupt einde. De raffinaderij in Duinkerke, de belangrijkste van Petrofina, werd verwoest. Na de oorlog werden de Carliers gezocht voor economische collaboratie. Hector stief op 1 januari 1946 aan een hartaanval op zijn landgoed De Boterberg in Kalmthout. Geruchten in de streek hadden het over 'zelfmoord' maar dat werd nooit aangetoond. Anderen beweerden dat hij zijn dood zelf geënsceneerd zou hebben en naar zijn broer, die sinds de jaren 30  in Brazilië woonde, zou zijn gevlucht. Maar ook dat werd nooit bewezen.
Hector was in 1933 in Dover, in Groot-Brittannië, getrouwd met de 23 jaar jongere Nederlandse Amelia Goossens (° 1907 – † 1989), afkomstig uit Woensdrecht. Ze hadden samen drie kinderen die allen ongehuwd bleven: Marie-Antoinette (° 11 maart 1934 – † 7 oktober 2007), Ferdinand (° 1935 – † 1987) en Amalia (° 1937 – † 2001). Zijn twee dochters leefden na de dood van hun moeder een eerder sober bestaan in het kasteel De Boterberg in Kalmthout.

## Koning Boudewijnstichting
Zijn dochter Marie-Antoinette overleed in 2007 en schonk het ganse familiefortuin aan enkele particuliere erfgenamen en aan de Koning Boudewijnstichting in de vorm van een duolegaat.
Er bestaat sterke twijfel over de rechtmatigheid van deze schenking. Zo blijkt oa het testament op een moment te zijn gewijzigd dat Marie-Antoinette aan het einde van haar leven zeer ziek was en mogelijk niet meer toerekeningsvatbaar. Een proces over de erfenis heeft nooit plaatsgevonden omdat onder leiding van de Koning Boudewijnstichting een overeenkomst met familieleden is getroffen. Een groot deel van de erfenis is derhalve bij een advocaat, de huisbankier en de zoon van een lokale boer uit Essen terecht gekomen. 

## Fusie
Petrofina ging later op in Total S.A. dat later  Elf Aquitaine  ook nog verkreeg om dan de naam te veranderen in Total.

## Podcast
Op 31 maart 2025 bracht VRT MAX een podcast van journalist Erik Raspoet en podcastmaker Achille Van Ingelgem uit onder de titel Het fortuin Carlier, waarin de familiegeschiedenis en de strijd om de erfenis besproken wordt.